# هروی ام کلکلی
هروی ام کلکلی (انگلیسی: Hervey M. Cleckley; ۲۵ ژانویهٔ ۱۹۰۳ – ۲۸ ژانویهٔ ۱۹۸۴) روان‌پزشک، و فیلم‌نامه‌نویس اهل ایالات متحده آمریکا بوده است .
وی همچنین برندهٔ جوایزی همچون بورسیه رودز شده‌است.

## زندگی و شغل
کلکلی در آگوستا، جورجیا، در جنوب شرقی ایالات متحده متولد شد.پدر و مادر او دکتر ویلیام کلکلی و کورا کلکلی بودند. خواهر کوچکتر او، کانر کلکلی، مدتی در انگلستان تحصیل کرد (مثلاً مدرسه هدینگتون، آکسفورد) و بعداً با آکیلا جی. دایس، تنها فردی که تا به حال بالاترین جوایز آمریکا را برای قهرمانی غیرنظامی و نظامی دریافت کرد، ازدواج کرد و بیوه شد. (مدال کارنگی و پس از مرگ پس از جنگ جهانی دوم، مدال افتخار).کلکلی در سال ۱۹۲۱ از آکادمی دبیرستان کانتی ریچموند فارغ التحصیل شد، سپس در سال ۱۹۲۴ با درجه لیسانس از دانشگاه جورجیا (UGA) در آتن فارغ التحصیل شد، جایی که او عضو دانشگاه فوتبال و دوومیدانی بود. تیم ها.کلکلی برای تحصیل در دانشگاه آکسفورد انگلستان بورسیه رودز دریافت کرد و در سال ۱۹۲۶ با مدرک لیسانس هنر فارغ التحصیل شد.سپس کلکلی مدرک دکترای خود را از دانشکده پزشکی دانشگاه جورجیا (که اکنون به عنوان کالج پزشکی جورجیا شناخته می شود) در آگوستا در سال ۱۹۲۹ به دست آورد. پس از چندین سال تمرین روانپزشکی در اداره کهنه سربازان، او استاد روانپزشکی و نورولوژی در کالج پزشکی شد. جورجیا و در سال ۱۹۳۷ رئیس روانپزشکی و مغز و اعصاب در بیمارستان دانشگاه در آگوستا. در سال ۱۹۵۵، کلکلی به عنوان استاد بالینی روانپزشکی و عصب شناسی در کالج پزشکی منصوب شد و رئیس مؤسس دپارتمان روانپزشکی و رفتار سلامت شد. او به عنوان مشاور روانپزشکی در بیمارستان اداری کهنه سربازان در آگوستا و در بیمارستان ارتش ایالات متحده در کمپ گوردون خدمت کرد. او عضو کمیته پزشکی قانونی گروه پیشرفت روانپزشکی و عضو هیئت آمریکایی روانپزشکی و نورولوژی و انجمن روانپزشکی بیولوژیکی بود. او همچنین در مطب خصوصی روانپزشکی همراه با کوربت تیگپن و بعدها نیز بنجامین ماس، جر چمبرز و سیبورن مک گاریتی کار کرد.همسر اول او لوئیز مارتین بود. پس از مرگ او با امیلی شفتال ازدواج کرد